# Římskokatolická farnost Hošťálková
Římskokatolická farnost Hošťálková je územní společenství římských katolíků s farním kostelem Povýšení svatého Kříže v děkanátu Vsetín. 

## Historie farnosti
Hošťálková byla pravděpodobně založena ve 14. století avšak první písemná zpráva o ní je až z roku 1505. Byla také zpočátku součástí Vsetínského panství až do roku 1678, kdy kvůli velké zadluženosti panství byla předána věřitelům a stala se samostatným panstvím.

## Duchovní správci
Farářem byl od září 2012 (od srpna 2009 zde působil jako administrátor) R. D. Mgr. Karel Hořák.  Toho s platností od července 2018 vystřídal R. D. Mgr. Jerzy Piotr Szwarc.

## Bohoslužby
| Kostel                 | Místo      | Bohoslužba (den)     | Hodina           | Poznámka     |
| ---------------------- | ---------- | -------------------- | ---------------- | ------------ |
| Povýšení svatého Kříže | Hošťálková | neděle středa sobota | 10.30 17.30 8.00 | farní kostel |

## Aktivity ve farnosti
Na území farnosti se pravidelně pořádá tříkrálová sbírka. V roce 2017 se při ní v Hošťálkové vybralo 44 309 korun. 
V listopadu 2017 udílel ve farnosti svátost biřmování olomoucký pomocný biskup Antonín Basler.